# Patrick Doetsch
Patrick Doetsch (* 16. Dezember 1979 in Koblenz, Rheinland-Pfalz) ist ein deutscher Stuntman und Schauspieler.

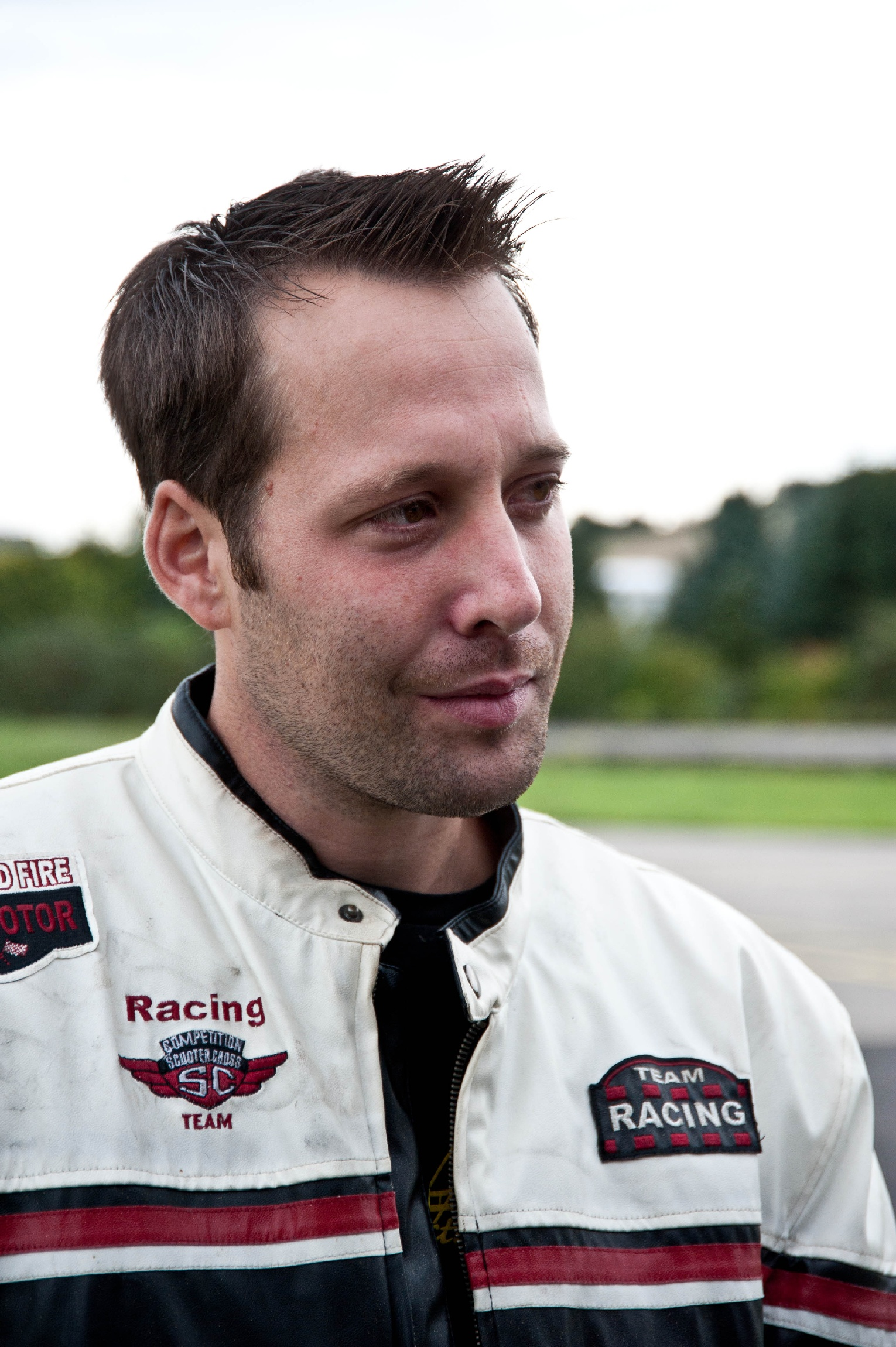
Patrick Doetsch (2010)

## Leben

### Privates
Doetsch wuchs in Dieblich-Berg an der Mosel auf, wo er bis zu seinem 20. Lebensjahr lebte. Nach seiner Schulausbildung absolvierte er eine Ausbildung zum Dachdecker und leistete anschließend seinen Grundwehrdienst in der Freiherr-vom-Stein-Kaserne bei der KRK-Einheit 2/370 in Diez.
Ab seinem 16. Lebensjahr hatte Doetsch den Wunsch „Stuntman zu werden und vor der Kamera zu stehen“. Doch er begann zunächst eine Weiterbildung zur Werkschutzfachkraft, die er jedoch nicht vollständig absolvierte, sondern nur mit der Waffen- und Sachkundeprüfung nach § 34a Gewerbeordnung beendete.

### Erste Erfahrungen
Die erste kleine Sprechrolle, als Polizist, erhielt Doetsch zwischen den Jahren 2001/2002 in dem Koblenzer Benefiz-Krimi Der Pralinenmörder. Die Szene mit ihm wurde jedoch nie veröffentlicht, da er aufgrund von persönlichen Umständen nicht zu einem Neudreh erschienen ist und die Rolle anderweitig besetzt wurde.
2002 erhielt Doetsch die Zusage für eine zweijährige Stuntausbildung bei dem deutschen Film- und Stuntproduktionsunternehmen Action concept in Hürth. Nach wenigen Tagen erfolgten die ersten Anfragen zur Besetzung von unterschiedlichen Rollen als Stuntdouble und Komparse. Unter anderem sprang er mehrfach als Double für die Hauptdarsteller Tom Beck und Christian Oliver aus der RTL-Actionserie Alarm für Cobra 11 ein.
2003 wechselte er den Wohnsitz nach Köln und nahm neben der Ausbildung zum Stuntman an der in Köln ansässigen Theaterakademie zusätzlichen Schauspielunterricht. Die dort erlernten Fähigkeiten konnte er in dem Action-Kurzfilm Hundert Grad einsetzen, in dem er einen der Hauptcharaktere (Der Eifersüchtige) spielte. Gegen Ende seiner Ausbildungszeit wirkte er sowohl vor als auch hinter der Kamera für den Kinofilm Der Clown - Payday mit.

### Rückkehr und Firmengründung
2004 kehrte Doetsch in seine Heimatgegend zurück, um dort sein eigenes und erstes Film- und Stuntproduktionsunternehmen (Action Movie) zu gründen. Es dauerte einige Jahre, bis er im Raum Koblenz seine Ideen und Konzepte in die Tat umsetzen konnte. In der Zwischenzeit trat er immer wieder in verschiedenen Sendungen und Serien als Double und/oder Komparse auf und hielt sich mit diversen Nebenjobs über Wasser. Er veranstaltete eigene kleinere Filmprojekte und Stuntshows. Schauspielerische Erfahrungen sammelte er z. B. in einigen Dokumentarfilmen, sowie als Hauptdarsteller in mehreren Folgen der Sat.1-Serie Alexander Richter Hold.

### Durchbruch
Im März 2007 folgte die Idee das Geschäftsmodell durch die Gründung einer eigenen Stuntschule zu erweitern. Nach ca. zwei Jahren Planungen und Vorbereitungen folgte im Mai 2009 auf dem ehemaligen Heeresflugplatz in Mendig die Eröffnung der ersten Stuntschule in Rheinland-Pfalz.
Aufgrund dieses erstmaligen Ereignisses wurden die Medien auf die Firma aufmerksam und berichteten sowohl im TV als auch in Zeitschriften darüber. Große Produktionsfirmen und Fernsehsender wie z. B. RTL, SAT1, VOX, PRO7 folgten.

### Karriereende
Im November 2012 beendete Doetsch seine Stuntkarriere, löste ohne Angabe von Gründen das Unternehmen Action Movie auf und verschwand spurlos von der Mattscheibe. Drei Jahre später tauchte er als Gamingstreamer auf der Plattform Twitch mit einem eigens entworfenen Sendeprogramm wieder auf. Aufgrund nicht umsetzbarer Ideen stellte Doetsch nach einem Jahr Sendungsdauer seinen Twitch-Kanal ein. In einem Video, welches er auf seinem Youtube-Kanal mit dem Namen "VerRickT" veröffentlichte, äußerte er sich nach fünf Jahren zum damaligen Ende seiner Firma.

## Guinness World Records
In der RTL2-Show Wir holen den Rekord nach Deutschland stellte Doetsch 2011 einen neuen Weltrekord auf. Er sprang aus einer Höhe von 7,04 m in ein mit Schokoküssen gefülltes Planschbecken der Größe 2 × 1 × 0,50 Meter (Highest jump into chocolate covered Marshmallows 7.04m).
Im März 2012 brach er in Rom mit 8,50 m Höhe in der italienischen Show Lo Show dei Record seinen eigenen Rekord (Highest jump into chocolate covered Marshmallows 8.50m).
Am 21. Mai 2017 holte sich Patrick in der ARD-Live-Sendung Immer wieder Sonntags mit einem Sprung aus 9 Meter Höhe seinen Weltrekord zurück, den bis dato ein Amerikaner mit 8,80 m 5 Jahre lang gehalten hatte.

## Filmografie (Auswahl)
- 2002–2004, 2008–2009: Alarm für Cobra 11 – Die Autobahnpolizei
- 2004: Hundert Grad Kurzfilm
- 2004: Der Clown Kinofilm
- 2007: Action Movie Werbefilm
- 2007: TV Mittelrhein
- 2008: SWR Reportage
- 2009: Richter Alexander Hold
- 2009: Kabel 1 Abenteuer Leben Reportage
- 2009: Die Jagd nach der heiligen Lanze
- 2009: Extinction Kinofilm
- 2009: Richter Alexander Hold
- 2010: Kabel 1 Abenteuer Leben Reportage
- 2010: SWR Landesschau
- 2010: Galileo
- 2010: CSI Kowelenz
- 2010: WDR Kriminalreport

## Stuntshows
- 2003: Privatfeier
- 2004: Belgisches Ministerium
- 2006: Party Project
- 2009: Burgtag
- 2010: Auto Action
- 2010: Kinopolis

## Weblink
- Patrick Doetsch bei IMDb